# Kórfos (Corinthe)
Kórfos, en grec moderne : Κόρφος, est un village du dème des Corinthiens, district régional de Corinthie, en Grèce.
Selon le recensement de 2011, la population du village compte 287 habitants.